# 포이닉스 (신화)

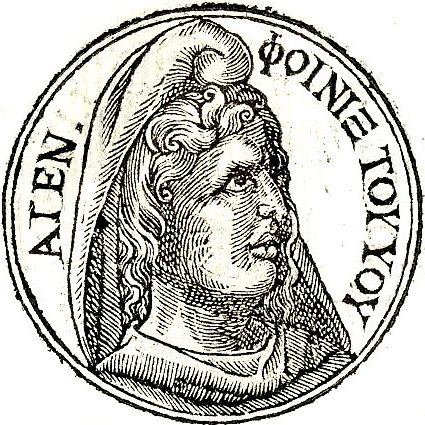

포이닉스(그리스어: Φοῖνιξ)은 그리스 신화에 나오는 인물이다. 페니키아의 시조가 되었다고 전한다.

## 가계
포이닉스의 가계에 대해서는 여러 가지 전승이 나뉜다. 포이닉스가 아게노르와 텔레파사의 아들이라는 설과 아게노르의 형제인 벨로스의 아들이라는 설, 또다른 견해에서는 포이닉스가 아게노르의 형제라고도 한다. 포이닉스가 아게노르의 아들이라는 설에 따르면 그는 에우로페, 카드모스, 킬릭스와 남매지간이되고 벨로스의 아들 또는 아게노르의 형제라는 설에 의하면 포이닉스가 에우로페, 카드모스, 킬릭스의 아버지가 된다.
호메로스는 에우로페가 포이닉스의 딸이라고 한다. 몇몇 주석가들은 카드모스와 에우로페가 포이닉스의 아들로 다른 주석에서는 킬릭스와 피네오스가 포이닉스의 아들로 명명된다. 후기에 와서는 대부분의 문헌에서 카드모스와 킬릭스가 분명하게 아게노르의 아들로만 언급되고 포이닉스는 빠져있다.
분명한 것은 한 페니키아의 왕에게는 자식이 여럿 있었는데 에우로페라는 딸과 카드모스와 킬릭스라는 두 아들이 있었고 딸은 제우스에게 납치되고 그 딸을 찾으러 아들들이 나섰다가 각각 테바이와 킬리키아를 세웠다는 전설이다.

## 페니키아의 조상
포이닉스가 아게노르의 아들이라는 설에 의하면 제우스가 에우로페를 납치하여 크레타로 데려갔다. 딸이 행방불명되자 아게노르는 아들들에게 딸을 찾아으러 보내면서 에우로페를 찾지 못하면 돌아오지 말라고 엄명을 내렸다. 이에 카드모스는 테바이로 가서 그곳에 정착했고 킬릭스는 킬리키아 포이닉스는 페니키아 지역으로가서 각각 그 지역의 시조가 되었다고 한다.